# Панкратий Старозагорски
Панкратий е висш български духовник, старозагорски митрополит на Българската православна църква от 1967 до 1992 и от 1995 до 1998 година.

## Биография
Роден е на 14 декември 1926 година в старозагорското село Кашлата, България, с името Пенчо Николов Дончев. Основно образование получава във Ветрен през 1940 г., а средно в Пловдивската духовна семинария през 1947 г. След това започва да учи в Богословския факултет на Софийския университет „Свети Климент Охридски“ и в първи курс става послушник в Бачковската обител. По предложение на манастирското братство и с одобрението на Светия синод на Българската правослана църква под председателството на митрополит Паисий Врачански, на 15 февруари 1949 г., Пенчо Дончев е постриган в монашество с името Панкратий. На 21 септември 1949 г. е ръкоположен в йеродяконски чин, а на 18 септември 1952 г. по решение на Светия синод, е ръкоположен от Паисий Врачански в йеромонашески чин. В Бачковския манастир йеромонах Панкратий отговаря за манастирския музей, за манастирската библиотека, за манастирското земеделско стопанство и други длъжности.
По молба на митрополит Климент Старозагорски и със съгласието на Светия синод на 1 септември 1954 г. йеромонах Панкратий е назначен за протосингел на Старозагорската епархия. На 14 април 1957 г., Цветница, йеромонах Панкратий е въведен в архимандритско достойнство.
По молба на митрополит Климент, който е с влошено здраве архимандрит Панкратий е ръкоположен за велички епископ и е назначен за викарий на митрополията в Стара Загора. Ръкополагането е извършено от патриарх Кирил Български в съслужение със синодалните архиереи на 18 декември 1966 година в патриаршеската катедрала „Свети Александър Невски“.
След смъртта на митрополит Климент, на 12 юли 1967 година Светият синод единодушно избира за старозагорски митрополит епископ Панкратий Велички. След демократичните промени в България митрополит Панкратий основава в Стара Загора просветен център „Свето Благовещение“ и съдейства за издаване на вестник и списание. Дългогодишен представител е на Българската православна църква в Световния съвет на църквите. Провъзгласен е за „почетен гражданин на Стара Загора“.
В 1990 година Митрополит Панкратий е избран като независим кандидат от 155 мъглижки избирателе район в VII велико народно събрание, но на 12 юли 1991 година отказва да подпише конституцията, изработена от събранието.
В 1992 година митрополит Панкратий Старозагорски е сред инициаторите за разкола в Българската православна църква. На 18 май 1992 година заедно с митрополитите Пимен Неврокопски, Калиник Врачански, Стефан Великотърновски и Софроний Доростолски и Червенски подписва заявление, с което се поддържа решението на Дирекцията за вероизповеданията за нелегитимност на избора на патриарх Максим Български в 1971 година. Митрополитите заявяват, че смятат изборът на Максим за нелегитимен и започват процедура по избора на нов патриарх. За временен наместник-председател на Светия Синод избират Пимен. Така на 18 май фактически се създава така наречения Алтернативен синод, в който влизат пет от тринадесетте митрополити на църквата. Към разколниците се присъединяват и пет викарни епископи. Съответно на 22 юли 1992 година Светият синод за разколничество и извършване на незаконно ръкополагане, заедно с другите разколнически архиереи, го лишава от сан.
В 1995 година разколникът Панкратий се покайва и на 12 декември година е възстановен на старозагорската катедра.
Умира на 16 юли 1998 година в Стара Загора. Погребан е зад олтара на катедралния храм „Свети Димитър“.